# US Open 1979
Lo US Open 1979 è stata la 99ª edizione dello US Open e quarta prova stagionale dello Slam per il 1979. Si è disputato dal 28 agosto al 9 settembre nello USTA Billie Jean King National Tennis Center nel quartiere di New York negli Stati Uniti. 
Il singolare maschile è stato vinto da John McEnroe, che si è imposto su Vitas Gerulaitis in tre set col punteggio di 7–5, 6–3, 6–3. Il singolare femminile è stato vinto da Tracy Austin, che ha battuto in finale Chris Evert. Nel doppio maschile si sono imposti Peter Fleming e John McEnroe. Nel doppio femminile hanno trionfato Betty Stöve e Wendy Turnbull. Nel doppio misto la vittoria è andata a Greer Stevens, in coppia con Bob Hewitt.

## Seniors

### Singolare maschile
John McEnroe ha battuto in finale  Vitas Gerulaitis con il punteggio di 7–5, 6–3, 6–3.
- È stato il 1º titolo del Grande Slam per McEnroe.

### Singolare femminile
Tracy Austin ha battuto in finale  Chris Evert con il punteggio di 6–4, 6–3.
- È stato il 1º titolo del Grande Slam per Tracy Austin.
- Tracy Austin all'età di 16 anni e 9 mesi è diventata la più giovane vincitrice degli US Open.

### Doppio maschile
John McEnroe /  Peter Fleming hanno battuto in finale  Bob Lutz /  Stan Smith con il punteggio di 6–2, 6–4.

### Doppio femminile
Betty Stöve /  Wendy Turnbull hanno battuto in finale  Billie Jean King /  Martina Navrátilová con il punteggio di 7–5, 6–3.

### Doppio misto
Greer Stevens /  Bob Hewitt hanno battuto in finale  Betty Stöve /  Frew McMillan con il punteggio di 6–3, 7–5.

## Juniors

### Singolare ragazzi
Scott Davis ha battuto in finale  Jan Gunnarsson con il punteggio di 6–3, 6–1.

### Singolare ragazze
Alycia Moulton ha battuto in finale  Mary Lou Daniels con il punteggio di 7–6, 7–6.